# جون ديكين
جون ديكين (بالإنجليزية: John Deakin)‏ (29 سبتمبر 1966 في المملكة المتحدة - ) هو لاعب كرة قدم بريطاني في مركز الوسط. لعب مع برمنغهام سيتي ونادي بارنسلي ونادي دونكاستر روفرز ونادي كارلايل يونايتد وويكمب وندررز وفريكلي أثلتيك ‏ ونادي كيدرمينستر هاريرز لكرة القدم ونادي ووستر سيتي وشبشيد دينامو ‏ وEvesham United F.C. ‏.

## وصلات خارجية
- جون ديكين على موقع قاعدة بيانات كرة القدم.إي يو (الإنجليزية)